# Paepalanthus calvulus
Paepalanthus calvulus là một loài thực vật có hoa trong họ Eriocaulaceae. Loài này được (Ruhland) Hensold mô tả khoa học đầu tiên năm 1988.